# Marc Guimerà Rios-Campos
Marc Guimerà Rios-Campos (Molins de Rei, 27 de setembre de 1818 - 23 de juliol de 1888)
Agrimensor i urbanista català.Va treballar al projecte de la Fàbrica Ferrer i Mora amb el cap del projecte, Josep Oriol i Bernadet. Per les seves contribucions el seu nom esta gravat en les plaques de la Fàbrica.